# Campionato di Legadue
Il Campionato di Legadue, o più semplicemente Legadue, è stato il secondo campionato professionistico della pallacanestro maschile italiana, fino alla riforma dei campionati avvenuta al termine della stagione 2012-2013.
Il Campionato di Legadue ha avuto origine nel 2001, dopo la riorganizzazione dei campionati di Serie A. Dal 2001 infatti è nata la Serie A al posto della Serie A1 e appunto la Legadue al posto della Serie A2.
L'ente organizzatore era la Legadue su delega della Federazione Italiana Pallacanestro, così come analogamente la Serie A è organizzata dalla Lega Basket.

## Storia
La Legadue nasce il 20 giugno 2001, data in cui la Lega Basket si scinde in due entità, dando vita appunto alla "Legadue". Al termine della stagione 2012-2013 il campionato cessa di esistere, lasciando spazio ai campionati "Gold" e "Silver" organizzati dalla Nuova Lega Nazionale Pallacanestro.

## Albo d'oro
| Stagione  | Prima promozione          | Seconda promozione    | MVP           |
| --------- | ------------------------- | --------------------- | ------------- |
| 2001-2002 | Pastificio di Nola Napoli | -                     |               |
| 2002-2003 | Sanic Teramo              | Pallacanestro Messina |               |
| 2003-2004 | Bipop Reggio Emilia       | Sicc Cucine Jesi      |               |
| 2004-2005 | Upea Capo d'Orlando       | Caffè Maxim Bologna   |               |
| 2005-2006 | Eurorida Scafati          | Premiata Montegranaro |               |
| 2006-2007 | Sebastiani Rieti          | Scavolini Pesaro      |               |
| 2007-2008 | Carife Ferrara            | Pepsi Caserta         |               |
| 2008-2009 | Pallacanestro Varese      | Vanoli Soresina       |               |
| 2009-2010 | Enel Brindisi             | Dinamo Sassari        | Omar Thomas   |
| 2010-2011 | Fastweb Casale Monferrato | Umana Venezia         | Ricky Hickman |
| 2011-2012 | Trenkwalder Reggio Emilia | Enel Brindisi         | Dwight Hardy  |
| 2012-2013 | GiorgioTesiGroup Pistoia  | -                     | Casper Ware   |

## Squadre partecipanti dal 2001/02 al 2012/13
Sono state 54 le squadre che hanno preso parte alle 12 edizioni del torneo di 2º livello della pallacanestro italiana dalla stagione 2001-2002 al 2012-2013:
| Partecipazioni | Club                         | Città                       | Regione               |
| -------------- | ---------------------------- | --------------------------- | --------------------- |
| 11             | A. Costa Imola               | Imola                       | Emilia-Romagna        |
| 11             | Aurora Jesi                  | Jesi                        | Marche                |
| 10             | Scafati Basket               | Scafati                     | Campania              |
| 9              | Crabs Rimini                 | Rimini                      | Emilia-Romagna        |
| 9              | Pall. Pavia                  | Pavia                       | Lombardia             |
| 8              | Pall. Reggiana               | Reggio Emilia               | Emilia-Romagna        |
| 8              | B.C. Ferrara                 | Ferrara                     | Emilia-Romagna        |
| 7              | Dinamo Sassari               | Sassari                     | Sardegna              |
| 7              | Junior Casale                | Casale Monferrato           | Piemonte              |
| 6              | Veroli Basket                | Veroli                      | Lazio                 |
| 6              | Pistoia Basket               | Pistoia                     | Toscana               |
| 5              | Aironi Novara                | Novara                      | Piemonte              |
| 5              | RB Montecatini               | Montecatini Terme           | Toscana               |
| 5              | Fabriano Basket              | Fabriano                    | Marche                |
| 4              | Orlandina                    | Capo d'Orlando              | Sicilia               |
| 4              | Juvecaserta                  | Caserta                     | Campania              |
| 3              | Virtus Ragusa                | Ragusa                      | Sicilia               |
| 3              | Pr. Castel Maggiore          | Castel Maggiore             | Emilia-Romagna        |
| 3              | Sutor Montegranaro           | Montegranaro                | Marche                |
| 3              | Robur Osimo                  | Osimo                       | Marche                |
| 3              | Sebastiani Basket Club Rieti | Rieti                       | Lazio                 |
| 3              | Draghi Novara                | Castelletto Ticino / Novara | Piemonte              |
| 3              | Triboldi                     | Cremona                     | Lombardia             |
| 3              | Reyer Venezia                | Venezia                     | Veneto                |
| 3              | N.B. Brindisi                | Brindisi                    | Puglia                |
| 3              | Barcellona                   | Barcellona Pozzo di Gotto   | Sicilia               |
| 3              | Fulgor L. Forlì              | Forlì                       | Emilia-Romagna        |
| 3              | Scaligera Verona             | Verona                      | Veneto                |
| 2              | Basket Trapani               | Trapani                     | Sicilia               |
| 2              | Basket Livorno               | Livorno                     | Toscana               |
| 2              | Amici Pall. Udinese          | Udine                       | Friuli-Venezia Giulia |
| 2              | Casalpusterlengo             | Casalpusterlengo            | Lombardia             |
| 2              | Pall. Messina                | Messina                     | Sicilia               |
| 2              | Brescia                      | Brescia                     | Lombardia             |
| 2              | B.blù Bologna                | Bologna                     | Emilia-Romagna        |
| 1              | Celana Bergamo               | Bergamo                     | Lombardia             |
| 1              | Teramo Basket                | Teramo                      | Abruzzo               |
| 1              | Virtus Bologna               | Bologna                     | Emilia-Romagna        |
| 1              | V.L. Pesaro                  | Pesaro                      | Marche                |
| 1              | Viola R. Calabria            | Reggio Calabria             | Calabria              |
| 1              | Pall. Varese                 | Varese                      | Lombardia             |
| 1              | Pall. Roseto                 | Roseto degli Abruzzi        | Abruzzo               |
| 1              | Pall. Vigevano               | Vigevano                    | Lombardia             |
| 1              | A.B. Latina                  | Latina                      | Lazio                 |
| 1              | Basket Napoli                | Napoli                      | Campania              |
| 1              | C.S. Borgomanero             | Borgomanero                 | Piemonte              |
| 1              | San Severo                   | San Severo                  | Puglia                |
| 1              | U.C. Piacentina              | Piacenza                    | Emilia-Romagna        |
| 1              | Cestistica Ostuni            | Ostuni                      | Puglia                |
| 1              | Sant’Antimo                  | Sant'Antimo                 | Campania              |
| 1              | Aquila Trento                | Trento                      | Trentino-Alto Adige   |
| 1              | Basket Ferentino             | Ferentino                   | Lazio                 |
| 1              | Pall. Trieste                | Trieste                     | Friuli-Venezia Giulia |
| 1              | Napoli Basketball            | Napoli                      | Campania              |

## Coppa Italia di Legadue
Dalla stagione 2004-05, la Legadue mette in palio la Coppa Italia di categoria, organizzando un torneo tra le quattro squadre meglio classificate al termine del girone di andata. La competizione si svolge in una sede unica nell'arco di due giorni in cui vengono disputate semifinali e finali.

## Miglior allenatore
Il titolo di "Migliore allenatore del Campionato di Legadue" è un premio istituito nel 2003. Viene assegnato annualmente, ed è consegnato a chi ottiene maggior punteggio in una votazione che coinvolge dirigenti, coach e capitani delle squadre del campionato. L'albo d'oro è il seguente:
- 2003-2004: Fabrizio Frates (Bipop Reggio Emilia)
- 2004-2005: Giovanni Perdichizzi (Upea Capo d'Orlando)
- 2005-2006: Luca Dalmonte (Carife Ferrara)
- 2006-2007: Giampiero Ticchi (Coopsette Rimini)
- 2007-2008: Sandro Dell'Agnello (TDShop.it Livorno)
- 2008-2009: Andrea Trinchieri (Prima Veroli)
- 2009-2010: Luigi Garelli (Miro Radici Finance Vigevano)
- 2010-2011: Giulio Griccioli (Sunrise Scafati)
- 2011-2012: Massimiliano Menetti (Trenkwalder Reggio Emilia)
- 2012-2013: Alberto Martelossi (Centrale del Latte Brescia)